# 金沢師管区
金沢師管区（かなざわしかんく）は、1945年4月1日に日本陸軍が徴兵などの軍事行政と地域防衛のために全国を区分けした師管区の一つである。東海軍管区の下にあり、石川県と富山県を範囲とした。金沢師管区司令部が管轄し、金沢師管区部隊などが置かれた。区内は金沢連隊区・富山連隊区に分けられた。1946年3月31日に廃止になった。

## 概要
師管区は従来の師管を改称したもので、地域防衛の担当地域であると同時に、徴兵・補充の単位となる地域でもある。金沢師管区の前身は金沢師管で、区域の変更はない。もっとも、制度移行の少し前、2月11日に、長野県が金沢師管から長野師管に移されていた。金沢師管は留守第52師団司令部が管轄しており、この司令部を改称して金沢師管区司令部とした。留守師団の補充隊はいったん復帰（解散）し、あらたに師管区部隊の補充隊を編成する形式をとったが、実際上はは旧来の補充隊から転換したものであった。

## 師管区部隊
師管区司令官
- 藤田進 予備役陸軍中将：1945年（昭和20年）4月1日 -

師管区参謀長
- 高橋辯 大佐：1945年4月1日 -

### 最終所属部隊
連隊区司令部（兼地区司令部）
- 金沢連隊区司令官：越生虎之助 予備役中将（陸士22期）
- 富山連隊区司令官：森田範正 予備役少将（陸士24期）

補充隊
- 金沢歩兵第1補充隊：松山達 大佐（陸士29期）
- 金沢歩兵第2補充隊：田村旻 大佐（陸士27期）
- 金沢砲兵補充隊：菅実 大佐（陸士27期）
- 金沢工兵補充隊：大島幸作 中佐
- 金沢輜重兵補充隊：平木秀次郎 大佐（陸士26期）

陸軍病院
- 金沢第2陸軍病院：中嶋英太郎 軍医中佐
- 富山陸軍病院：長瀬徳次郎 軍医中佐